# Argyrolobium roseum
Argyrolobium roseum là một loài thực vật có hoa trong họ Đậu. Loài này được (Cambess.) Jaub. & Spach miêu tả khoa học đầu tiên.